# 콩딱쿵! 이야기 주머니
《콩딱쿵! 이야기 주머니》는 MBC 프로덕션에서 기획 및 제작하여 1997년에 방영한 애니메이션이다. 대한민국의 전래동화나 설화들을 소재로 삼았다.
동화
* 초라한 유산
* 은혜갚은 두꺼비
* 할미꽃
* 팥죽할멈과 호랑이
* 황금구슬(개와 고양이)
* 불가사리
- 젊어지는 샘물

* 불개